# Mečislav Borák
Mečislav Borák (31. ledna 1945 Růžďka – 15. března 2017) byl český historik, zabývající se českými dějinami v 20. století se zaměřením na Slezsko. Specializoval se na česko-slovensko-polské vztahy, okupaci a odboj v Československu za druhé světové války, problematiku soudních i mimosoudních perzekucí po roce 1945 a perzekuci československých občanů v Sovětském svazu.

## Život
Po absolvování SVVŠ ve Frýdku-Místku (1959–1962) vystudoval fakultu sociálních věd a publicistiky Univerzity Karlovy v Praze. V roce 1972 získal titul PhDr. a v roce 1987 obhájil kandidátskou práci a získal titul CSc. V letech 1969–1975 pracoval v Družstvu umělecké výroby Zlatník Ostrava jako sociální pracovník a psycholog. Od roku 1975 pak jako odborný pracovník ve Slezském muzeu v Opavě. V roce 1987 nastoupil jako odborný pracovník do Slezského ústavu ČSAV v Opavě, který se v roce 1993 stal součástí Slezského zemského muzea. Od roku 1998 vyučoval na filozoficko-přírodovědecké fakultě Slezské univerzity v Opavě a později na fakultě veřejných politik téže univerzity. Dne 18. září 2009 byl jmenován profesorem.
Je držitelem mnoha ocenění a podílel se na více než deseti televizních dokumentech s historickou tematikou. Byl členem redakčních rad několika časopisů např. Slezský sborník (od roku 1998) a Těšínsko (od roku 1982).

## Ocenění
- 1996 – Cena města Ostravy
- 1997 – čestná medaile Českého svazu bojovníků za svobodu
- 1997 – Cena křepelek
- 1998 – 1. cena v soutěži Českého svazu bojovníků za svobodu v kategorii historických prací
- 1998 – 1. cena soutěže „Prix non pereant – Památky potřebují publicitu“
- 2001 – Zlatý důstojnický kříž Záslužného řádu Polské republiky
- 2003 – řád „Skautská vděčnost“.[2]
- 2006 – čestná medaile Ministerstva zahraničních věcí ČR
- 2007 – Cena časopisu Dějiny a současnost udělená filmu Zločin jménem Katyň na mezinárodním festivalu Academia film Olomouc
- 2007 – hlavní cena Grand Prix udělená filmu Zločin jménem Katyň na mezinárodním festivalu v Baru v Černé Hoře
- 2007 – výroční cena Trilobit udělená filmu Zločin jménem Katyň
- 2008 – zvláštní cena v národní soutěži muzeí Gloria Musealis
- 2008 – hlavní cena Visegrádská pečeť udělená filmu Zločin jménem Katyň na festivalu televizí Visegrádské čtyřky
- 2008 – diplom ministra zahraničních věcí Polské republiky

## Publikace
- Zločin v Životicích. Ostrava : Profil, 1980. 142 s.
- Přehled dějin KSČ v Severomoravském kraji v datech (1848-1981). Ostrava : Profil, 1983. 792 s. (spoluautor Dušan Janák)
- Odboj proti fašizmu na odtrženém území Těšínska v letech 1938-1945. Opava : ČSAV, 1987. 23 s.
- Na příkaz gestapa : nacistické válečné zločiny na Těšínsku. Ostrava : Profil, 1990. 308 s. ISBN 80-7034-016-9.
- Vraždy v Katyňském lese. Ostrava : Petit, 1991. 123 s. ISBN 80-900082-4-0.
- Symbol Katynia : Zaolziańskie ofiary obozów i więzień w ZSRR. Czeski Cieszyn : ZG PZKO Polski Związek Kulturalno Oświatowy, Zarząd Glówny, 1991. 201 s. (polsky)
- "Ukradené" vesnice : musí Češi platit za 8 slovenských obcí? Ostrava : Sfinga, 1993. 32 s. ISBN 80-85491-43-5. (spoluautor Rudolf Žáček)
- Tábory nucené práce v ČSR 1948-1954. Šenov u Ostravy : Tilia, 1996. 285 s. ISBN 80-902075-4-5. (spoluautor Dušan Janák)
- Spravedlnost podle dekretu : retribuční soudnictví v ČSR a Mimořádný lidový soud v Ostravě (1945-1948). Šenov u Ostravy : Tilia, 1998. 450 s. ISBN 80-86101-07-X.
- Svědectví ze Životic : Těšínsko za druhé světové války a okolnosti životické tragédie. Český Těšín : Muzeum Těšínska, 1999. 173 s. ISBN 80-902355-5-7.
- První deportace evropských Židů : transporty do Niska nad Sanem (1939-1940). Ostrava ; Šenov u Ostravy : Český svaz bojovníků za svobodu, městský výbor v Ostravě ; Tilia, 2009. ISBN 978-80-86904-34-4.
- Očima Poláků : historie a současnost československo-polských vztahů a polská menšina v Československu v zrcadle polského tisku na Těšínském Slezsku v letech 1989-1992 : komentovaná bibliografie. V Opavě : Slezská univerzita v Opavě, FPF, ÚHV, 2010. 155 stran. ISBN 978-80-7248-573-4.
- Ofiary Zbrodni Katyńskiej z obszaru byłej Czechosłowacji. Opava : Slezské zemské muzeum, 2011. 239 stran. ISBN 978-80-86224-81-7.
- Zatajené popravy : Češi a českoslovenští občané popravení na sovětské Ukrajině : z historie Velkého teroru na Volyni a v Podolí. Opava : Slezská univerzita v Opavě, Fakulta veřejných politik, 2014. 351 stran. ISBN 978-80-7510-037-5.
- Ruská literatura o politických represích : z fondu Slezského zemského muzea v Opavě. Opava : Slezské zemské muzeum, 2015. 305 stran. ISBN 978-80-87789-25-4.